# Sirhind
Sirhind est une ville d'Inde dans le district de Fatehgarh Sahib, au Pendjab. Si elle ne compte aujourd'hui que 50 000 habitants, elle est historiquement riche d'une vie antique et moderne. Aux alentours de l'an 500 apr. J.-C. elle était habitée par les Sairindhas, une tribu qui lui aurait donné son nom. Elle est ensuite devenue un poste de garde pour des royaumes qui peuplaient l'Inde orientale. Proche d'Anandpur, Sirhind est connue dans le sikhisme et l'islam. Elle abrite en effet les tombes de deux enfants de Guru Gobind Singh, le dernier gourou humain du sikhisme, et, le mausolée de Cheikh Ahmad Sirhindi (1569-1624), un leader orthodoxe à son époque.